# Kawasaki Ki-91
Kawasaki Ki-91 — проєкт стратегічного бомбардувальника Імперської армії Японії періоду Другої світової війни.

## Історія створення
На початку війни на Тихому океані командування ВПС Імперської армії Японії та Імперського флоту Японії не приділяли серйозної уваги стратегічним бомбардувальникам. Спроби розробити такі літаки були здійснені японцями лише коли нальоти авіації союзників на територію Японії стали регулярними. Літаки Mitsubishi G4M та Mitsubishi Ki-67, незважаючи на велику дальність польоту, не могли вважатись стратегічними через недостатнє бомбове навантаження.
Для флоту фірма Nakajima розробила літаки G5N «Сінзан» (який виявився невдалим) та G8N «Рензан» (який мав набагато кращі характеристики, але з'явився занадто пізно, і японська промисловість не змогла налагодити його серійний випуск).
Командування ВПС Імперської армії Японії у травні 1943 року теж замовило фірмі Kawasaki розробку проєкту дальнього стратегічного чотиримоторного літака, який отримав позначення Ki-91. Основними вимогами були радіус дії 4 500 км, бомбове навантаження 4 000 кг та герметична кабіна. Для забезпечення дальності польоту у 10 000 км у кожній консолі літака були встановлені 8 паливних баків, ще 2 паливні баки були розміщені у фюзеляжі. Літак мав бути оснащений 12-ма 20-мм гарматами. П'ять турелей з механічним приводом мали бути встановлені у носовій частині, передній нижній, верхній, задній нижній частинах фюзеляжу та у хвості. Нижні турелі мали бути керовані дистанційно, в інших перебували стрільці. У хвостовій турелі мали бути встановлені 4 гармати, в усіх інших — по 2.
Оскільки фірма Kawasaki була зайнята випуском винищувача Kawasaki Ki-61, вона не могла виділити серйозні ресурси на розробку Ki-91. Проте, фірма розробила проєкт літака, який був схвалений армійським командуванням, і Kawasaki почала будівництво прототипу та виготовлення технологічного оснащення для серійного виготовлення літака.
У лютому 1945 року, коли прототип був у стадії завершення, під час одного з нальотів американської авіації прототип та технологічне оснащення були знищені. Після цього фірма Kawasaki була не в стані відновити програму, і проєкт був закритий.

## Тактико-технічні характеристики

### Технічні характеристики
- Екіпаж: 8 чоловік
- Довжина: 33,35 м
- Висота: 10,00 м
- Маса пустого: 34 000 кг
- Маса спорядженого: 58 000 кг
- Двигун: 4 х Mitsubishi Ha-214 Ru
- Потужність: 2000 к. с. кожен

### Льотні характеристики
- Крейсерська швидкість: км/г
- Максимальна швидкість: 580 км/г
- Практична дальність: 10 000 км
- Практична стеля: 13 500 м

### Озброєння
- Гарматне: 12 × 20-мм гармат
- Бомбове навантаження: до 4000 кг бомб